# Zamach stanu w Etiopii (1960)
Pucz wojskowy w Etiopii w 1960 roku, znany też jako Zamach grudniowy – nieudana próba przejęcia władzy w kraju przez wojskowych z otoczenia cesarza Hajle Syllasjego I oraz komunistów. Na czele przewrotu stali Gyrmamie Nyuaj (gubernator prowincji Dżidżigi), gen. Mengystu Nyuaj (dowódca gwardii cesarskiej), gen. Tsigue Dibou (szef cesarskiej policji) oraz płk Workneh Gebayehu (szef ochrony pałacu).

## Przebieg
Do buntu doszło 13 grudnia 1960 roku, podczas wizyty cesarza i przedstawicieli dworu w Brazylii. Spiskowcy przejęli władzę nad stolicą kraju Addis Abebą, aresztowali wiernych cesarzowi arystokratów i urzędników oraz odcięli łączność telefoniczną w mieście. W specjalnym komunikacie radiowym pod groźbą rozstrzelania następca tronu Asfa Uesen ogłosił powstanie rządu ludowego na którego czele miał stanąć. Cesarz poinformowany o zamachu natychmiast przerwał podróż i powrócił w kierunku kraju, jeszcze tego samego dnia lądując w Monrovii, skąd nawiązał kontakt ze swoim zięciem gen. Abiye Abebe, gubernatorem Erytrei. 15 grudnia wierne cesarzowi wojsko okrążające dotąd miasto weszło na przedmieścia stolicy. Siłami lojalistów dowodzili gen. Merid Mengesza, Assefa Ayena i Kebede Gebre. Początkowo gen. Mengystu Nyuaj nie zarządził obrony, ostatecznie jednak poprosił o pomoc studentów. W mieście wybuchła strzelanina, zginęło kilkaset osób – głównie przypadkowych ofiar i gapiów. 16 grudnia spiskowcy i przedstawiciele rady rewolucyjnej bronili się już tylko w pałacu cesarskim, szturmowanym przez kapitana Deredżi Haile Mariama. Pucz upadł, a niedobitki gwardzistów wycofały się za miasto, gdzie zostały wymordowane przez chłopów i oddziały wojska. Wśród ciał zabitych w pałacu odnalezione zostało ciało gen. Dibou, które wywieszono na widok publiczny. Płk. Workneh Gebayehu okrążony na przedmieściach miasta popełnił samobójstwo, jego ciało lud wywiesił przed Katedrą św. Jerzego.  
Cesarz wyznaczył nagrodę za ujawnienie miejsca pobytu pozostałych żyjących przywódców spisku. Tydzień po zamachu okrążeni przez chłopów spiskowcy próbowali popełnić samobójstwo. Gyrmamie Nyuaj zginął na miejscu. Gen. Mengystu Nyuaj przeżył strzał w głowę i został postawiony przed trybunałem wojennym, który za zdradę skazał go na śmierć.

## Sytuacja społeczna w czasie puczu
Większość społeczeństwa Etiopii pozostała wierna cesarzowi nie wierząc spiskowcom bądź nie rozumiejąc ich obietnic. Z powodu słabo rozwiniętej komunikacji w kraju i małego dostępu do radia wielu obywateli nie wiedziało nawet o przewrocie do jakiego doszło w stolicy. Wojsko i cesarza poparł nawołując do potępienia spiskowców także patriarcha Basilios.    

## Skutki puczu
Po próbie puczu w 1960 zaczął się okres bardziej konserwatywnego sprawowania władzy. Część uprawnień konstytucyjnych z 1955 została cofnięta, a kraj zaczął być z powrotem rządzony metodami bardziej autorytarnymi. Hajle Syllasje związał się od tego czasu na stałe z Zachodem i odciął od wszelkich związków z radykalnymi ruchami rewolucyjnymi, które powstawały w tym czasie licznie w wielu ościennych państwach afrykańskich.